# Gilleis

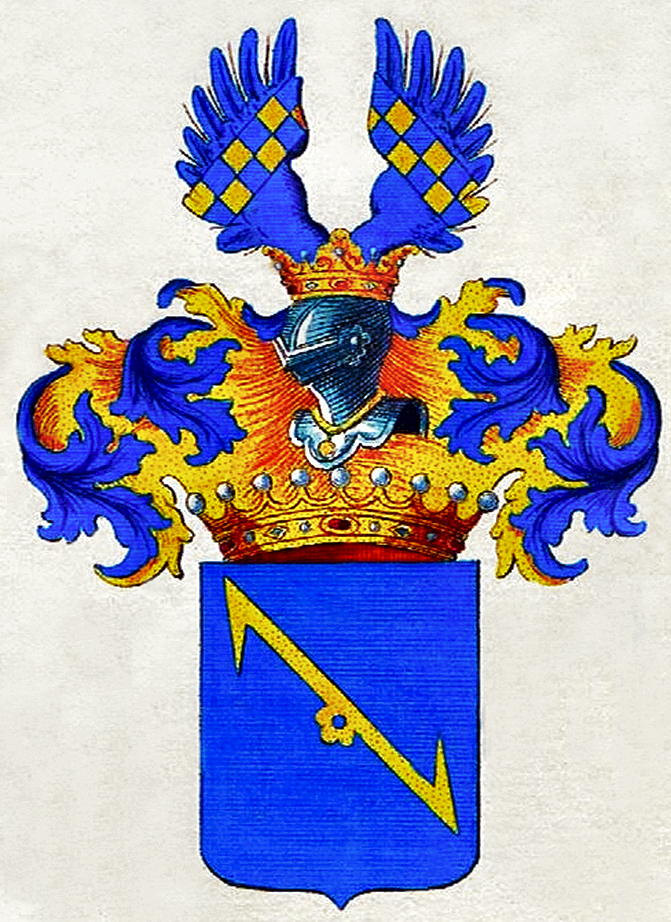
Stammwappen der Grafen von Gilleis 1699

Gilleis (auch Ritter, Freiherren, Grafen von Gilleis, oder Gilleiser, früher von Gillaus bzw. Gilauzer) ist der Name eines aus Niederösterreich stammenden, alten österreichischen Adelsgeschlechts mit erstmaliger urkundlicher Erwähnung 1273 und im Mannesstamme erloschen 1841.

## Geschichte
Die Gilleiser hatten wahrscheinlich von dem Gut Gillaus, einem Dorf und Amt der Herrschaft Härtenstein an der Krems, ihren Namen angenommen, oder vielleicht auch Gillaus zuerst erbaut und diesem Orte ihren Namen gegeben.
Conrad oder Chunrad der Giläuser erscheint nach Job Hartmann von Enenkel urkundlich schon 1273 und 1274 zu Krems, und Otto Gileis in Sancto Vito in Urkunden des Klosters Lilienfeld 1289 und 1308. Das Siegel desselben ergibt das Wappen der Familie. Von der Mitte des 15. Jahrhunderts ist die Stammreihe ununterbrochen belegt.
Wolfgang Georg von Gilleis (* 1530; † 31. Mai 1593), k. k. Kämmerer, Hauptmann der Arcieren-Leibgarde, Oberst-Hofmarschallamts-Verwalter etc., wurde vom Kaiser Rudolph II. am 1. November 1579, mit dem Titel Panier- und Freiherr zu Sonnberg, in des Heiligen Römischen Reichs und der Erblande Freiherrenstand erhoben. Seine Gemahlin war seit 1576 Catharina Freiin Teufel von Gunderstorf († 5. April 1594).
Der Reichsgrafenstand ist laut dem genealogischen Taschenbuch der gräflichen Häuser von 1854 im Jahre 1699 in die Familie gekommen, Franz Karl Wißgrill kennt allerdings die Erhebung in den Grafenstand nicht. Die Familie erlosch im Mannesstamm mit Julius Graf von Gilleis am 1. August 1841.
Die Namens- und Wappenvereinigung mit dem Haus Attems zu Attems-Gilleis erfolgte erstmals ad personam für Anton August von Attems-Gilleis, Sohn der letzten geborenen Gräfin Gilleis, laut A.E. Rohnstock mit Diplom vom 9. November 1890.

## Namensträger
- Conrad oder Chunrad der Giläuser (lebte um 1273)
- Otto Gileis (lebte um 1289 und 1308)
- Wolfgang Georg von Gilleis (* 1530; † 31. Mai 1593): k. k. Kämmerer, Hauptmann der Arcieren-Leibgárde, Oberst-Hofmarschallamts-Verwalter etc.

- Georg Julius Reichsfreiherr und Panierherr von Gilleis (* 15. September 1641; † 6. September 1700): K.K. Kämmerer, Viertelkommissarius der Reichshauptstadt Wien zur Zeit der Zweiten Wiener Türkenbelagerung, Gründer des 1. Gilleis´schen Fideikommisses; ⚭ (1672) Sabina Christina Gräfin von Starhemberg (* 12. August 1655; † 14. April 1725).
  - Georg Franz Anton Reichsfreiherr und Panierherr von Gilleis (* 2. April 1674; † 30. November 1729): K.K. Kämmerer, Landrechtsbeisitzer und Oberkommissar der Landschaft Viertel ober Manhartsberg, Verordneter des Niederösterreichischen Herrenstandes und Ständeausschuß, ⚭ (23. Januar 1701) Maria Sidonia Maximiliane Gräfin von Althann (* 6. Mai 1675; † 5. April 1724), Sohn des Georg Julius, 2. ⚭ Maria Esther Gräfin von Starhemberg (* 1678; † Wien 10. Februar 1735).
  - Heinrich Julius Reichsfreiherr und Panierherr von Gilleis (* 1. August 1687; † 5. Oktober 1734): K.K. Kämmerer und Oberstkämmerer von Kaiser Karl VI., Hofkammerrat und kaiserlicher Burggraf in Wien, Kammeraldirektor in Siebenbürgen und der Walachei, Sohn des Georg Julius, ⚭ (1722) Eleonore Gräfin von Kinsky (* 1698; † 18. Juni 1732); Gründer des 2. Gilleis´schen Hausfideikommisses Trautsohn´sches Freihaus in der Habsburgergasse in Wien.
- Maria Oktavia von Gilleis Prinzessin Esterházy (lebte etwa um 1710)

- Joseph Calasanz Graf von Gilleis (* 12. April 1780; † 12. Februar 1827): K.K. Kämmerer, Oberstleutnant und Kommandeur des Leopold-Ordens, in der Schlacht bei Wagram verwundet, ⚭ (10. Mai 1803) Marianne Leopoldine Gräfin von Attems-Heiligenkreuz (* 29. November 1780; † 12. April 1853), Sternkreuzdame.
- Leopoldine Gräfin von Attems-Heiligenkreuz, geb. Gfin. Gilleis (* 1807; † 1875)
- Anton August von Attems-Gilleis (* 1834; † 1891): K.u.K. Kämmerer, Mitglied des Abgeordnetenhauses des öst. Reichsrates
- Maximilian Attems-Gilleis (* 1859; † 1939): K.u.K. Kämmerer, Mitglied des Herrenhauses des öst. Reichsrates
- Franziska Gräfin Attems-Gilleis (* 1866; † 1920)
- Erich Graf von Attems-Gilleis, Freiherr von Heiligenkreuz (* 1893; † 1943)
  - Joseph Calasanz Attems-Gilleis (* 1923; † 1960): Dipl.-Berg-Ing., Sohn des Erich Graf von Attems-Gilleis und der Elisabeth (* 1903; † 1986), geb. Freiin Parish von Senftenberg

Namensträger derer von Gilleis
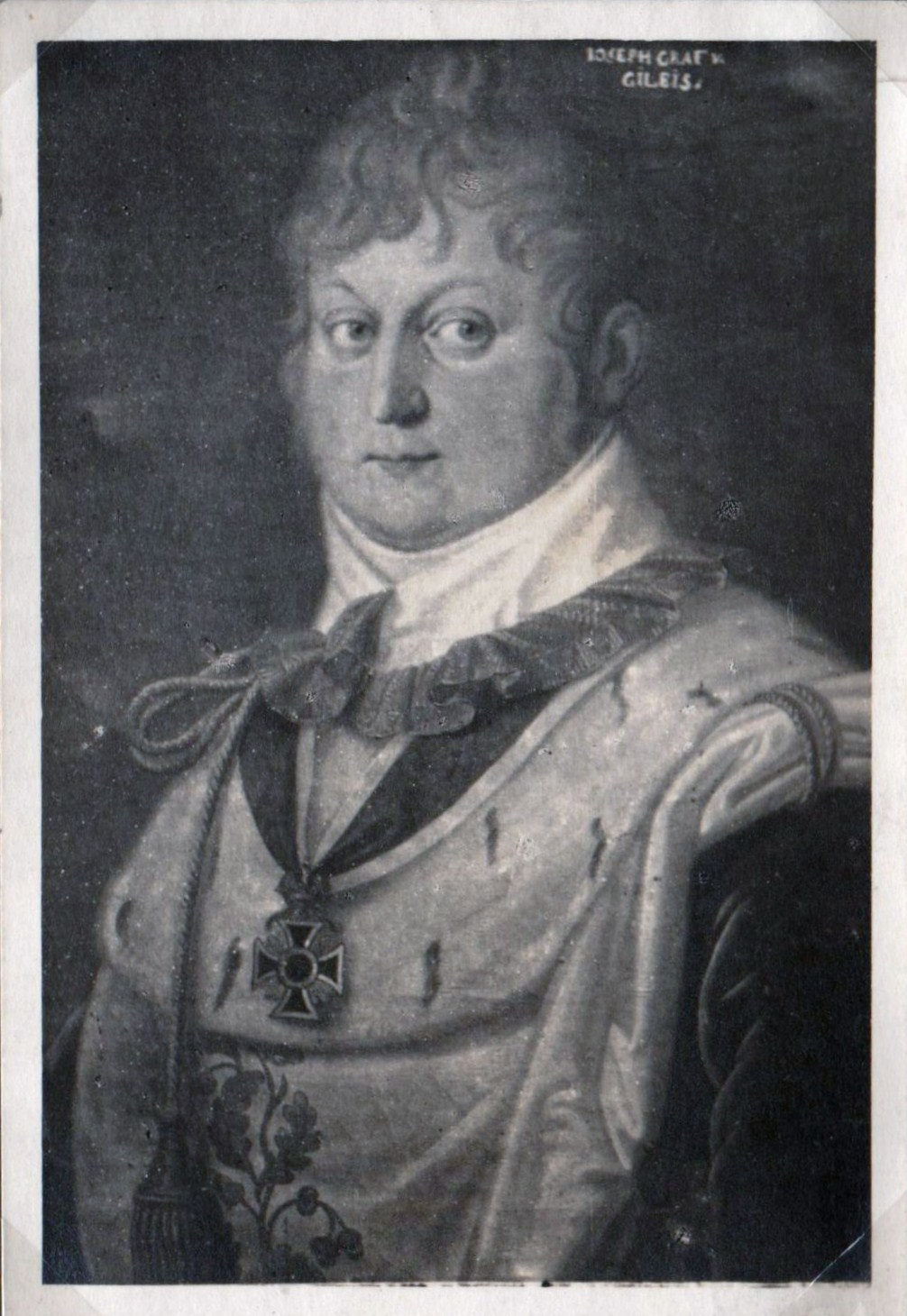
Joseph Calasanz Graf von Gilleis, Oberst und Kommandeur des Leopoldordens, (* 1780; † 1827)
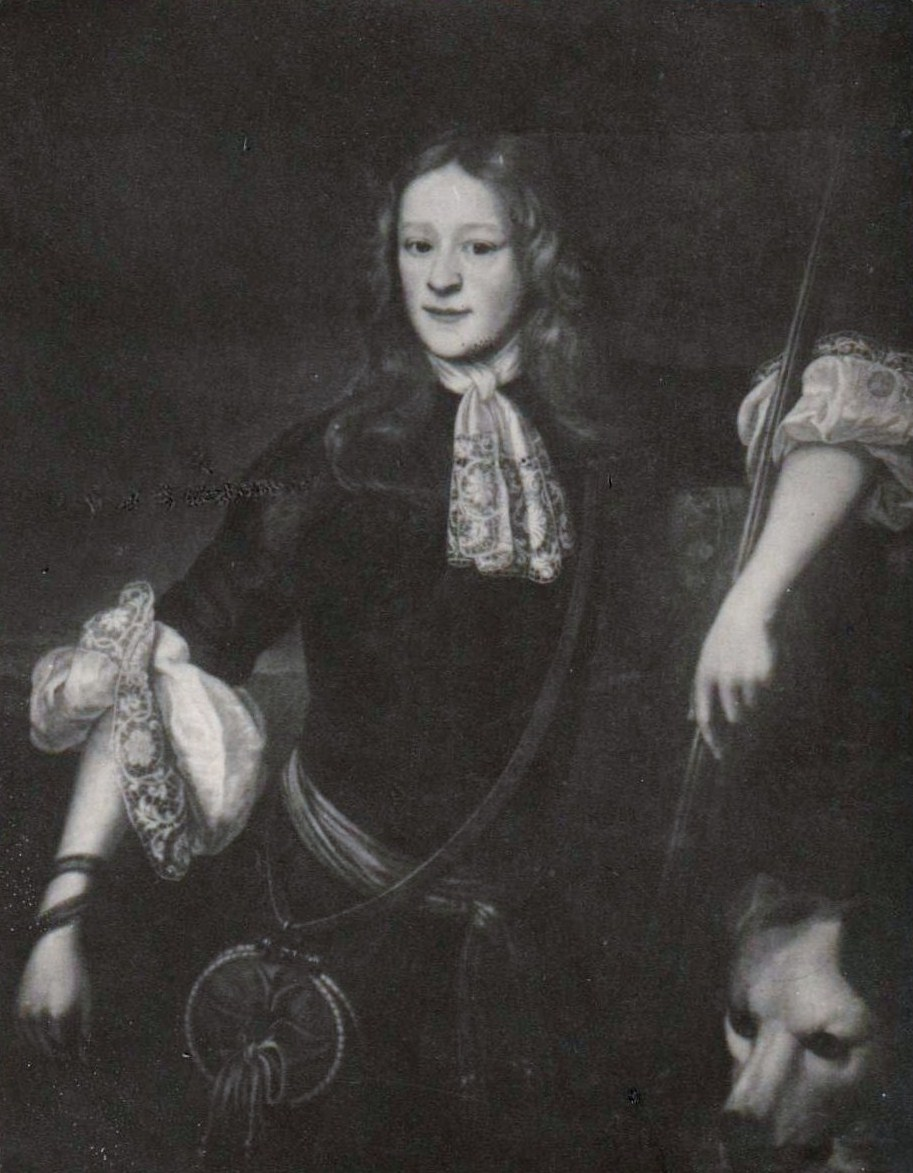
Georg Julius Reichsfreiherr und Panierherr von Gilleis zu Sonnberg, k.u.k. Kämmerer (* 1641; † 1700)
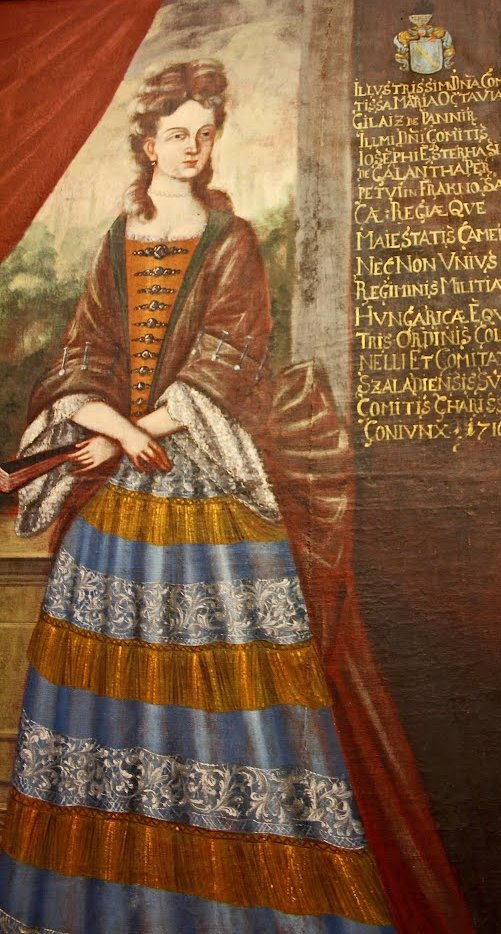
Maria Oktavia von Gilleis Prinzessin Esterházy, etwa 1710
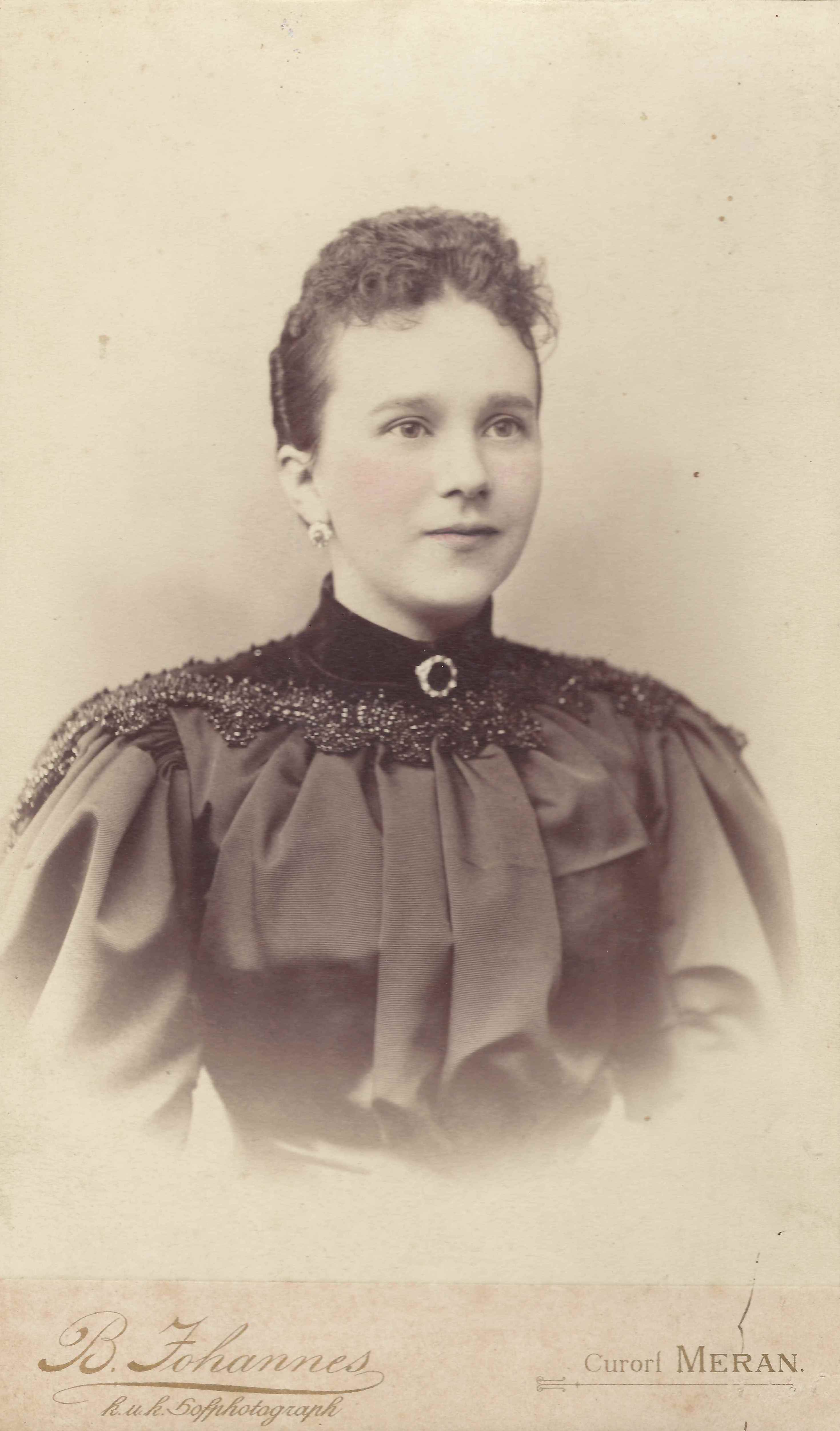
Franziska Gräfin Attems-Gilleis (* 1866; † 1920) (Bild ca. 1885)
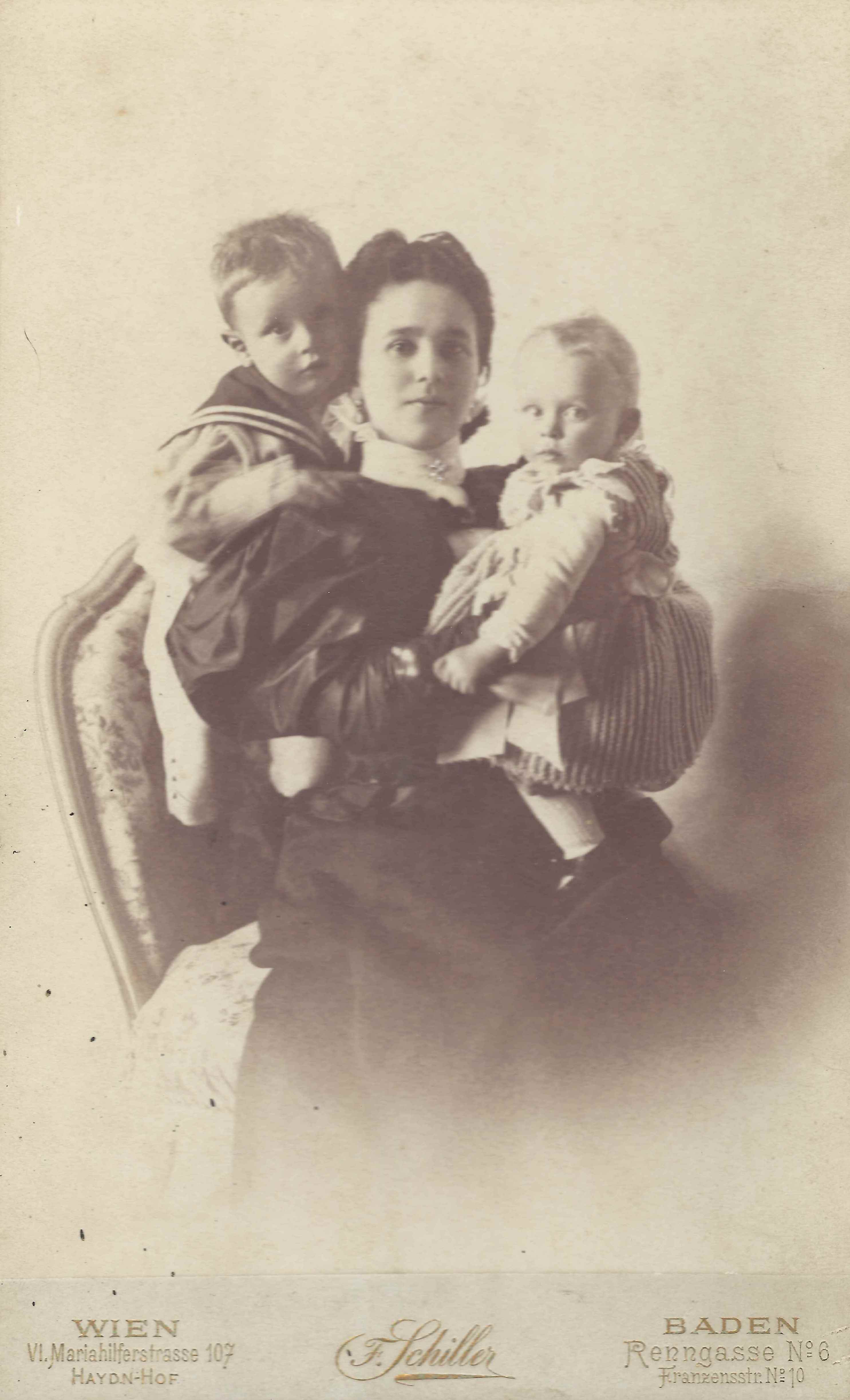
Franziska Gräfin Attems-Gilleis (* 1866; † 1920) mit Kinder im März 1896
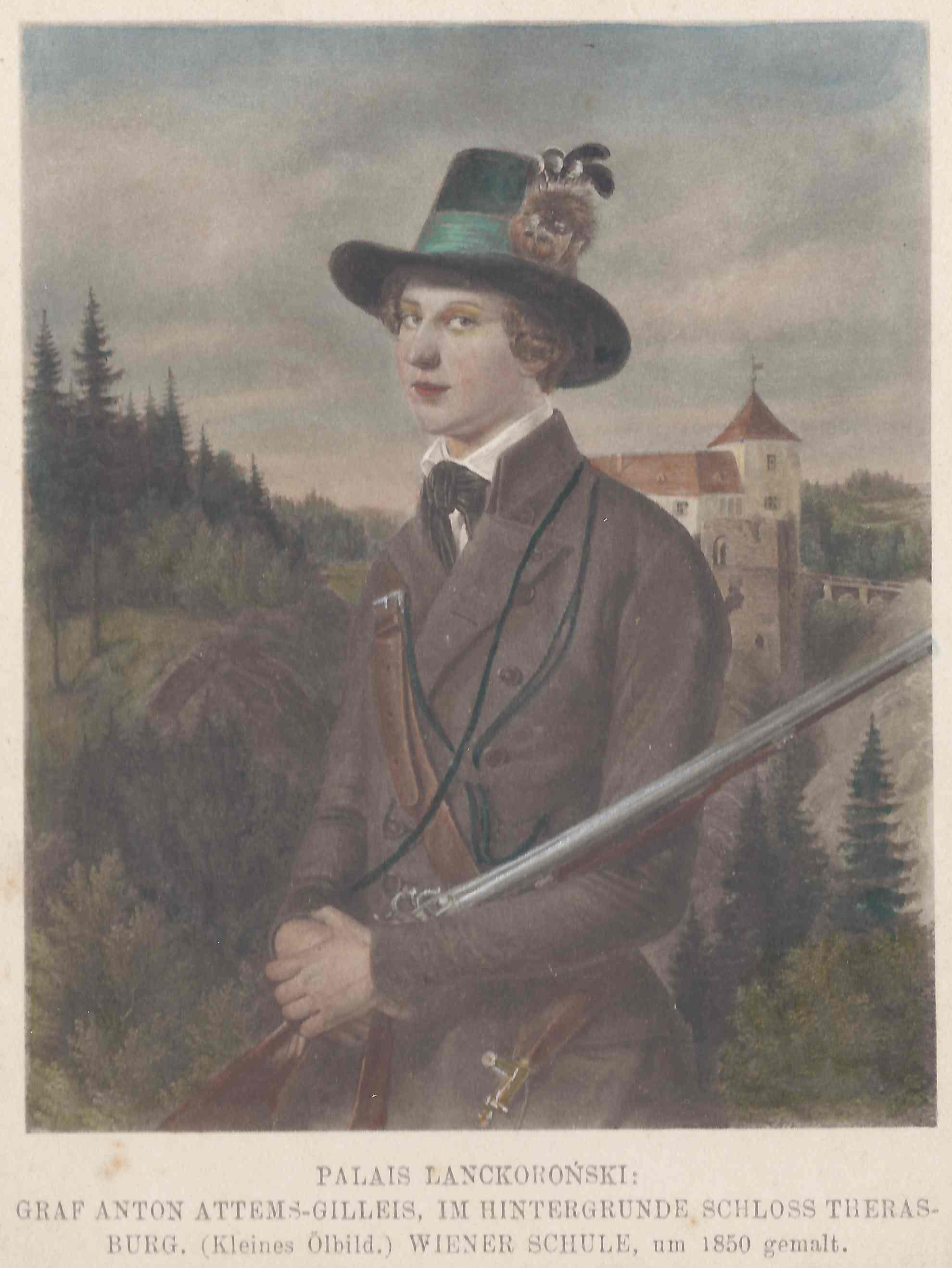
Anton August Graf von Attems-Gilleis (* 1834; † 1891), Portrait Therasburg (Kopie)
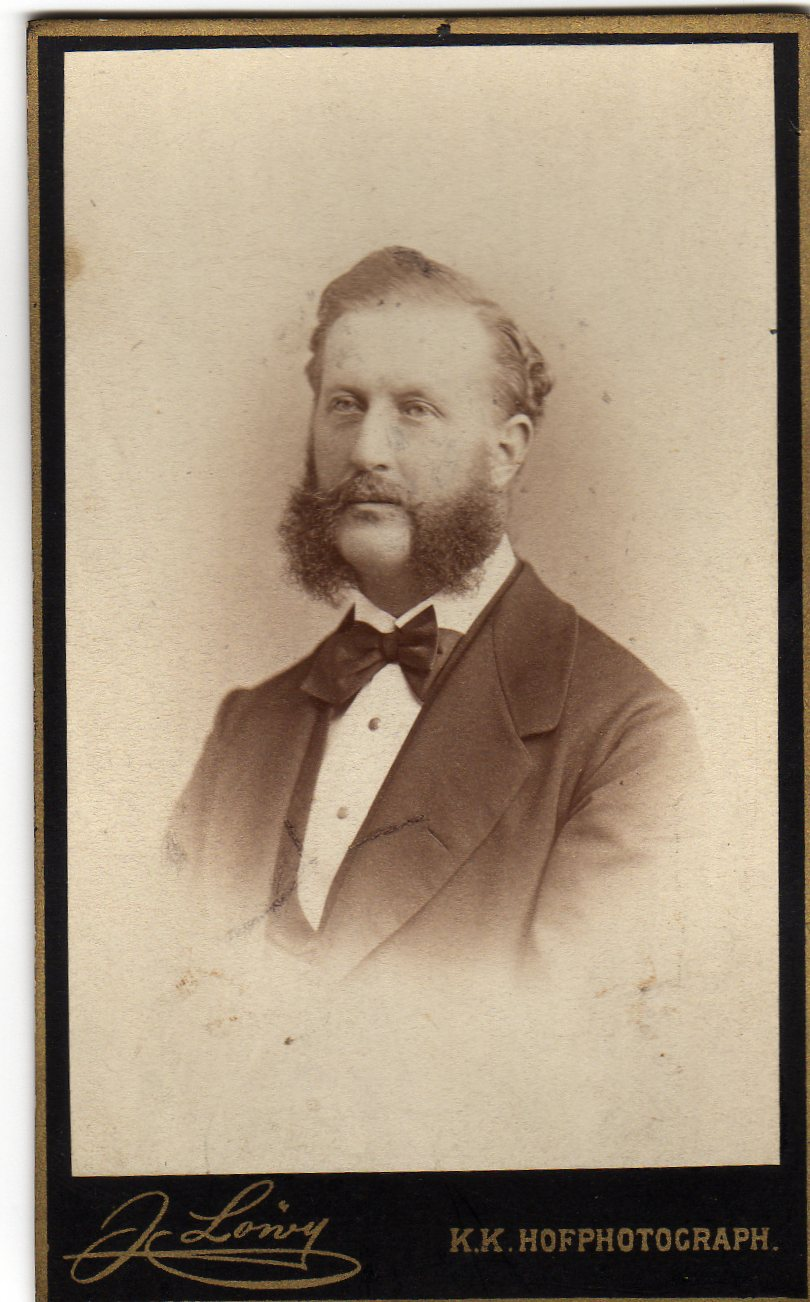
Anton August Graf von Attems-Gilleis (* 1834; † 1891)
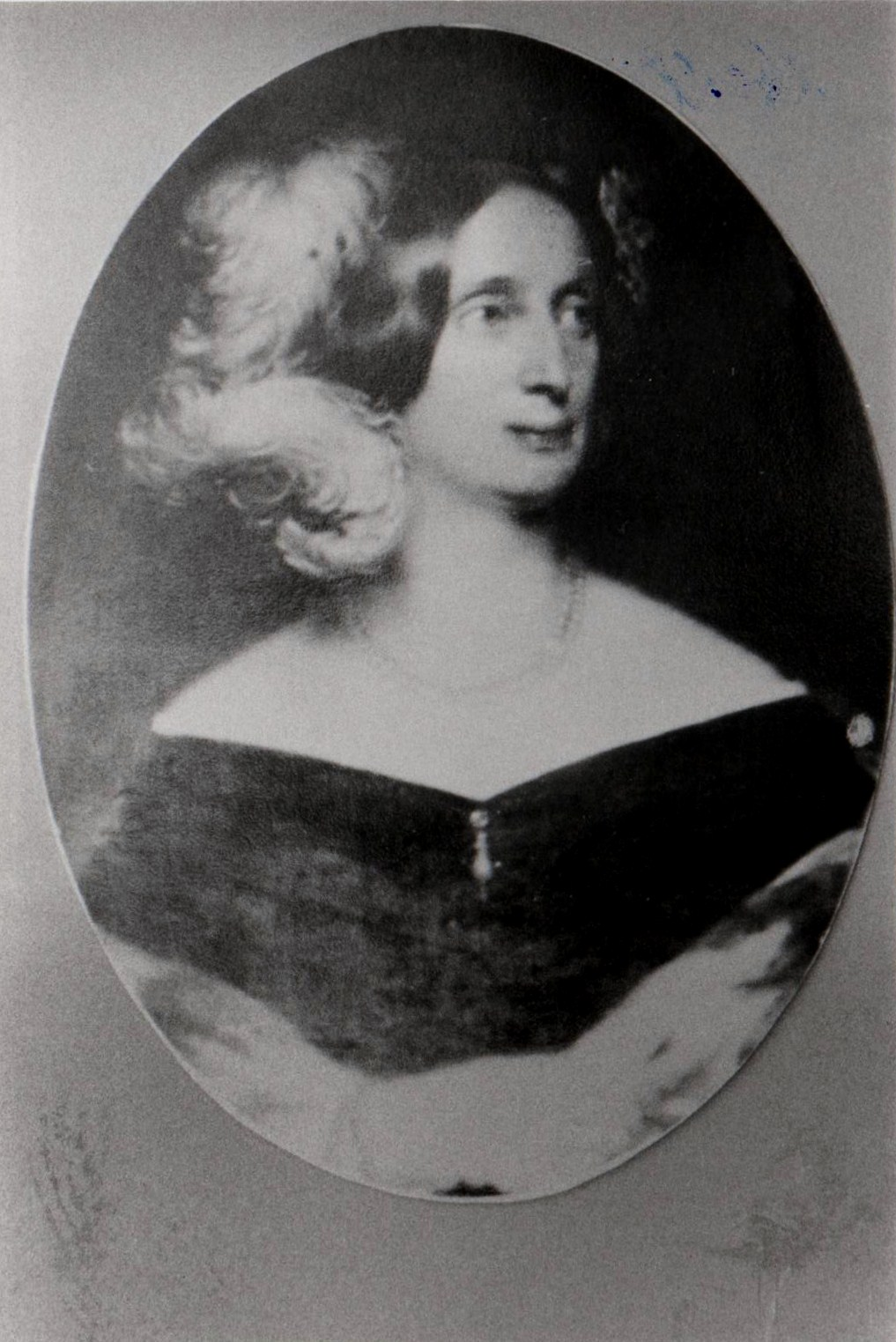
Leopoldine Gräfin von Attems-Heiligenkreuz, geb. Gfin. Gilleis (* 1807; † 1875), gemalt von Franz Eybl
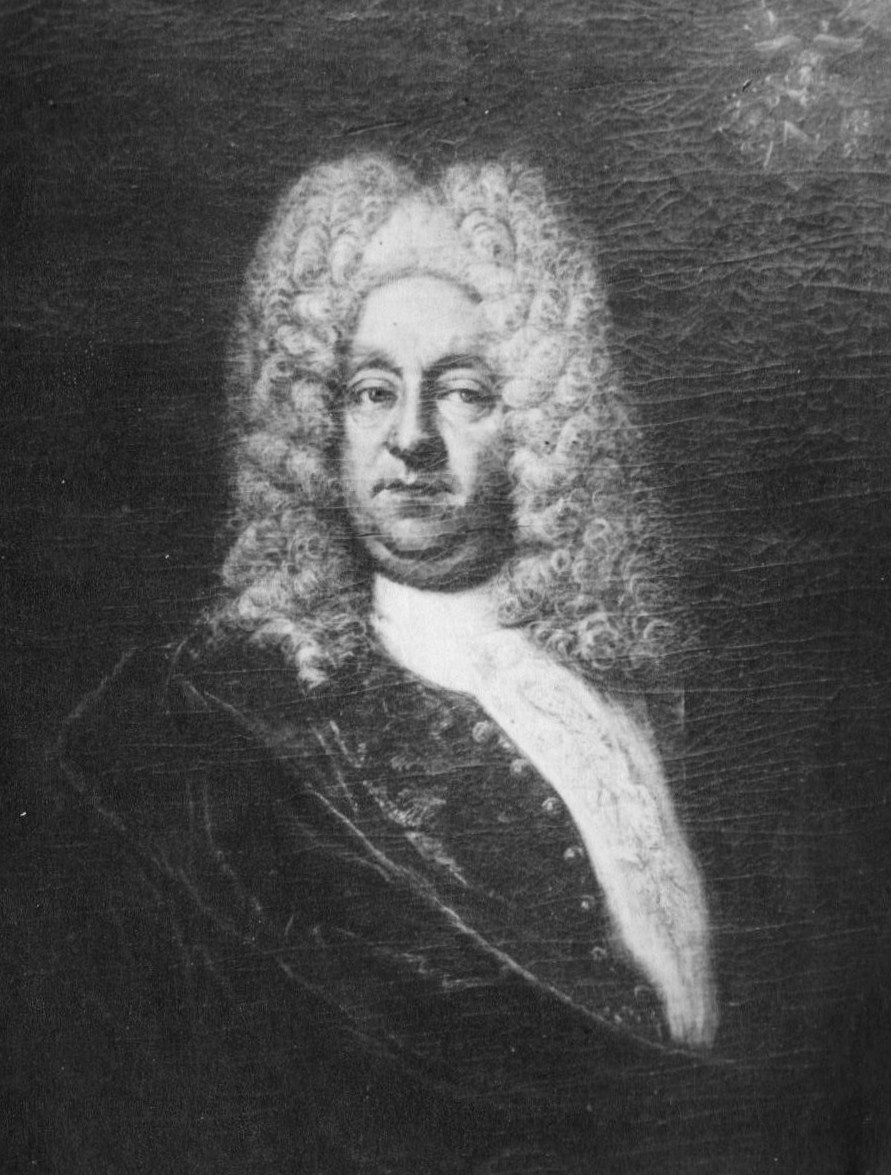
Georg Franz Reichsfreiherr und Panierherr von Gilleis (* 1674; † 1728): k.u.k. Kämmerer
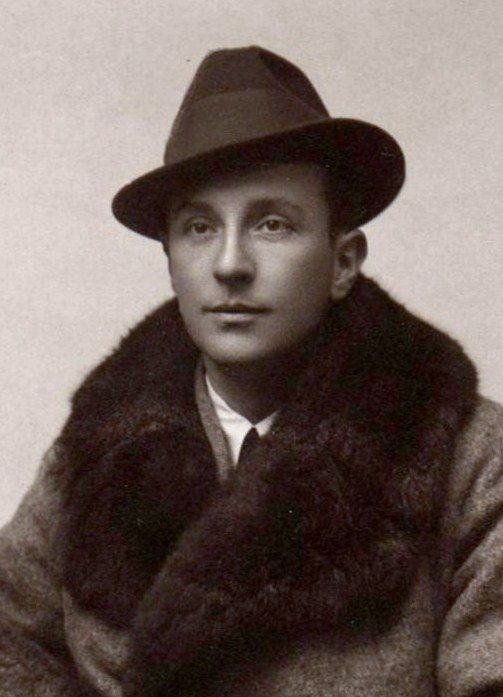
Erich Graf von Attems-Gilleis, Freiherr von Heiligenkreuz, (* 1893; † 1943)
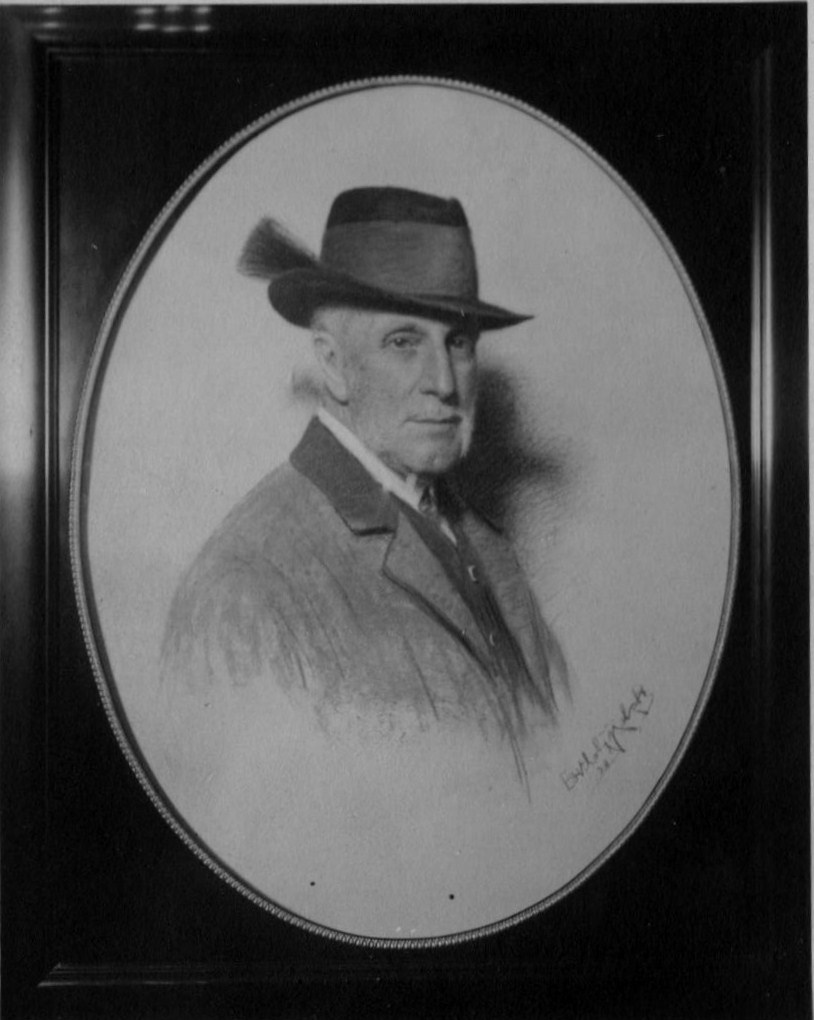
Maximilian Graf von Attems-Gilleis (* 1859; † 1939)
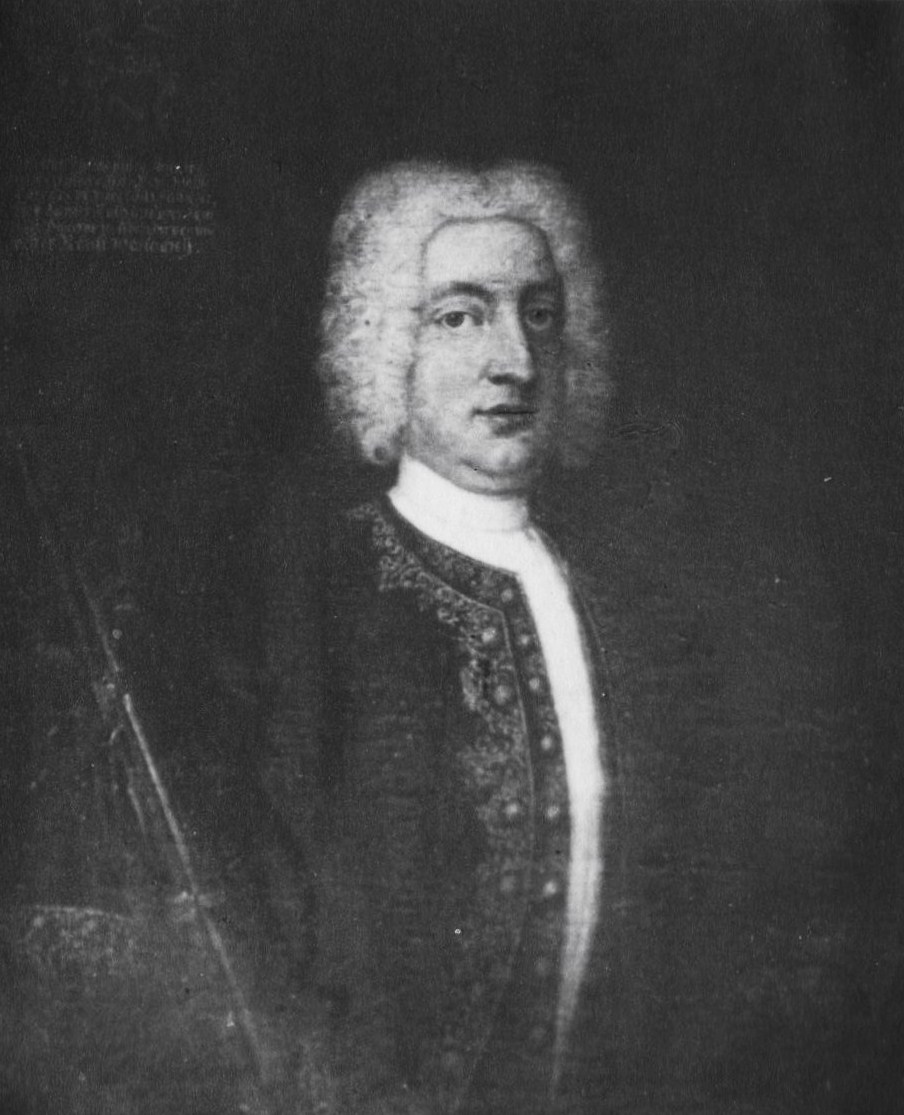
Heinrich Julius Reichsfreiherr und Panierherr von Gilleis zu Sonnberg (* 1687; † 1734), k.u.k. Kämmerer
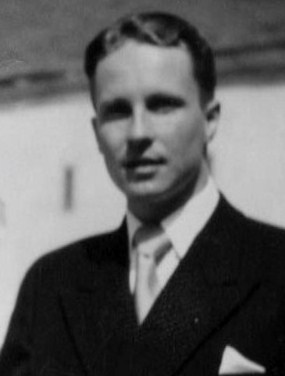
Joseph Calasanz Attems-Gilleis (* 1923; † 1960)

## Besitztümer
Dem Haus Gilleis gehörten u. a. die Herrschaften von Hollabrunn, Kattau, Sonnberg, Therasburg (Lehen), Missingdorf und Schloss Vestenthal

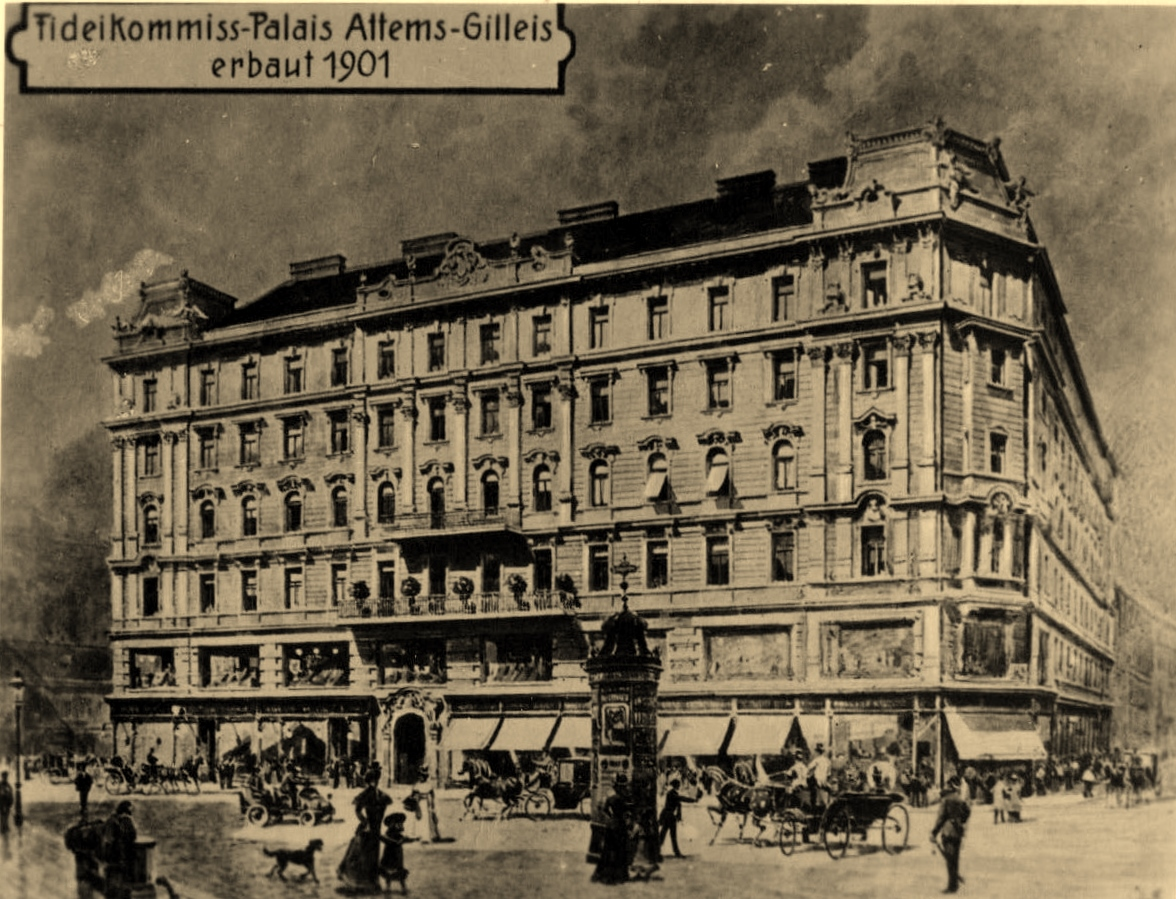
Fideikommisspalais Attems-Gilleis
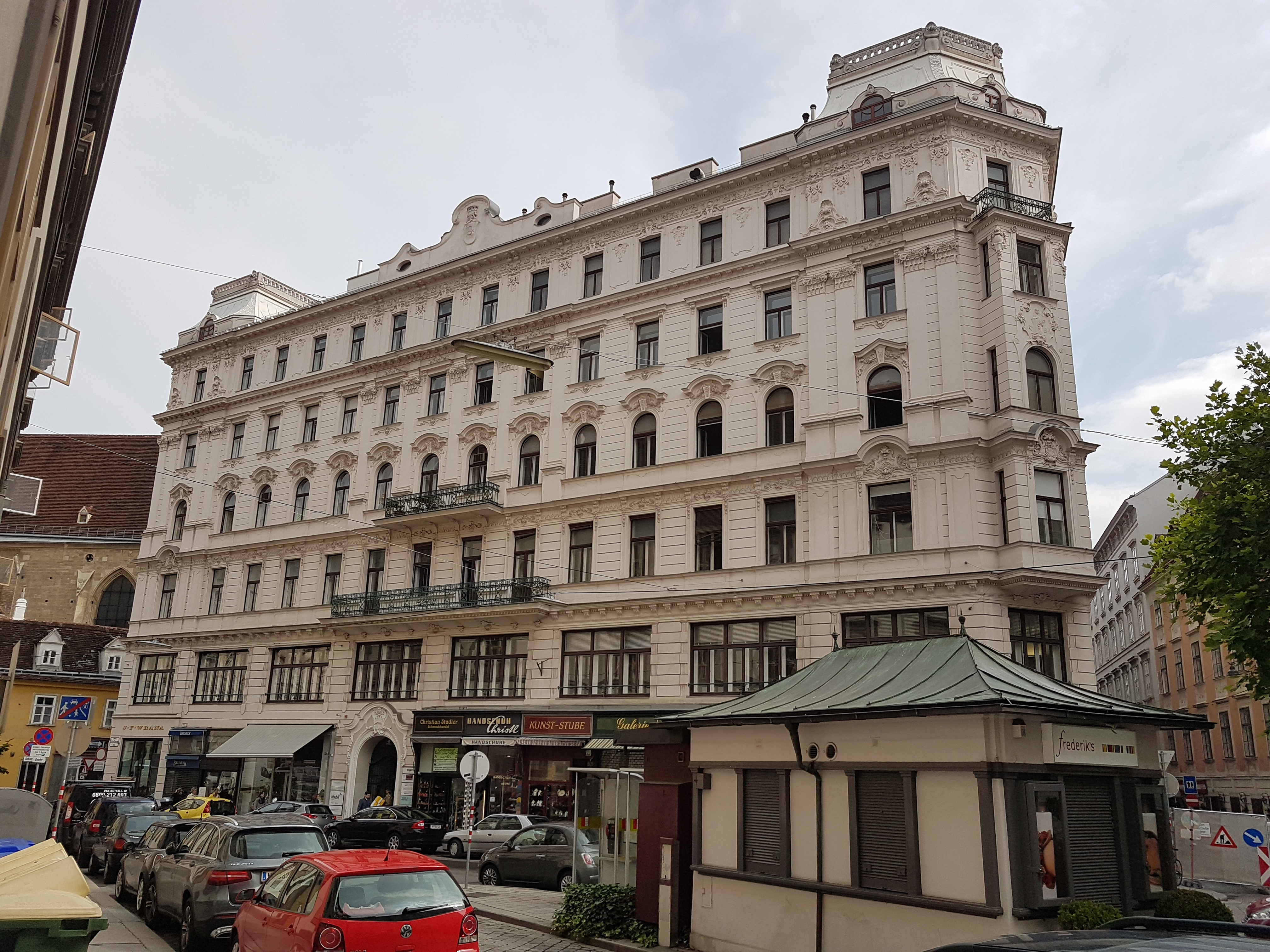
Wien-Innere Stadt, Stallburggasse 4, der Neorokokobau wurde als Fideikommisspalais Attems-Gilleis errichtet
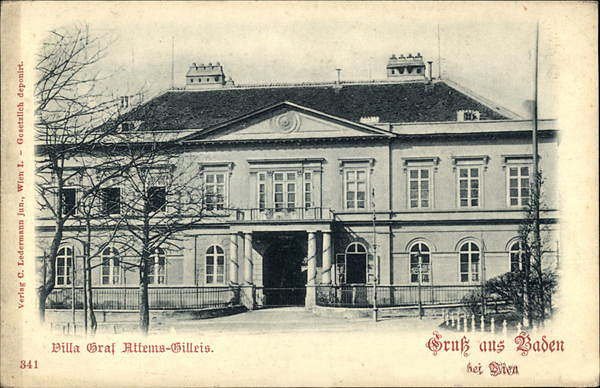
Baden-Erzherzog-Rainer-Ring 23 (Palais-Attems-Gilleis) (vor 1899)
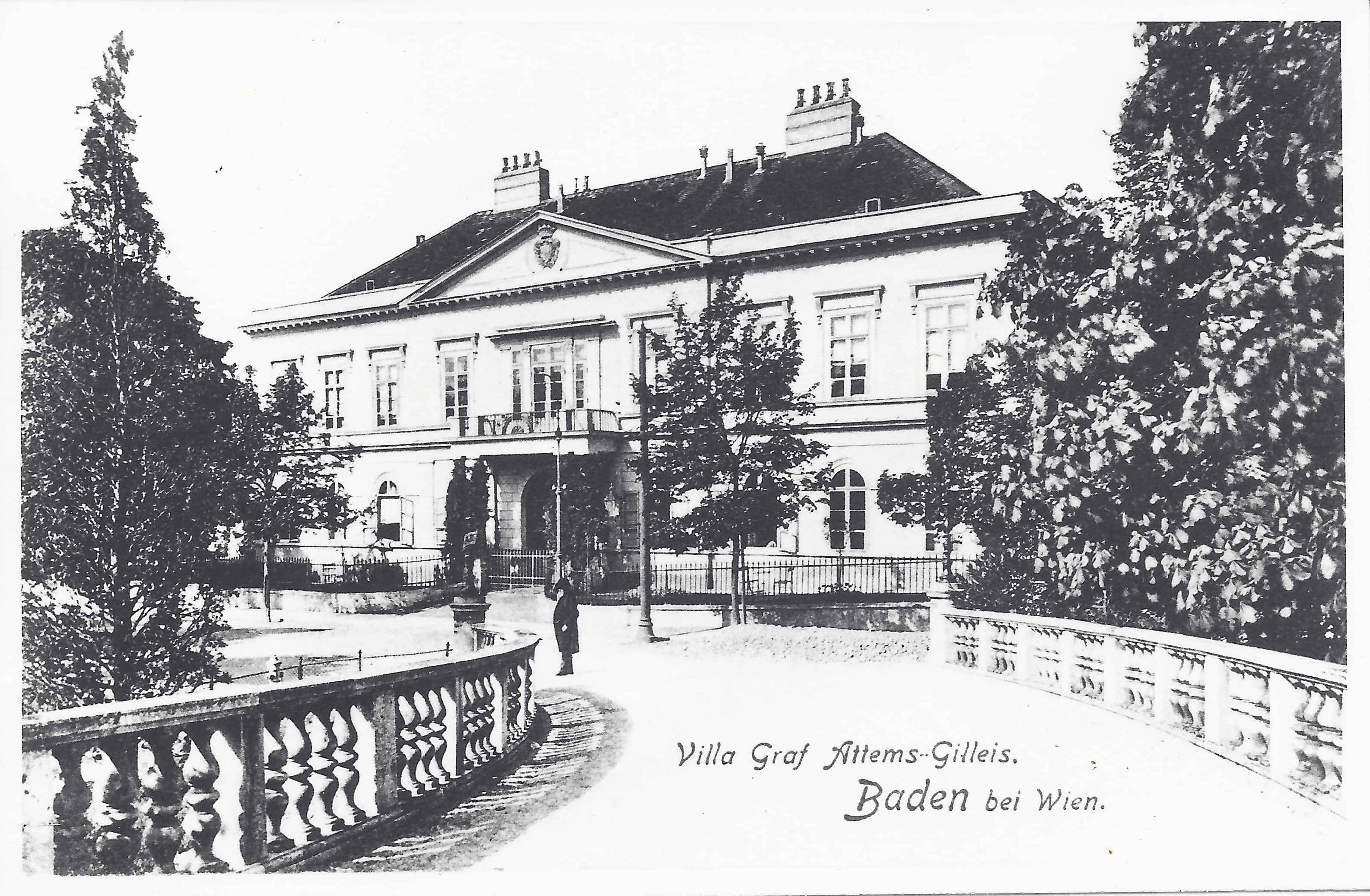
Villa Graf Attems-Gilleis Baden bei Wien, Seitenansicht ca. 1900
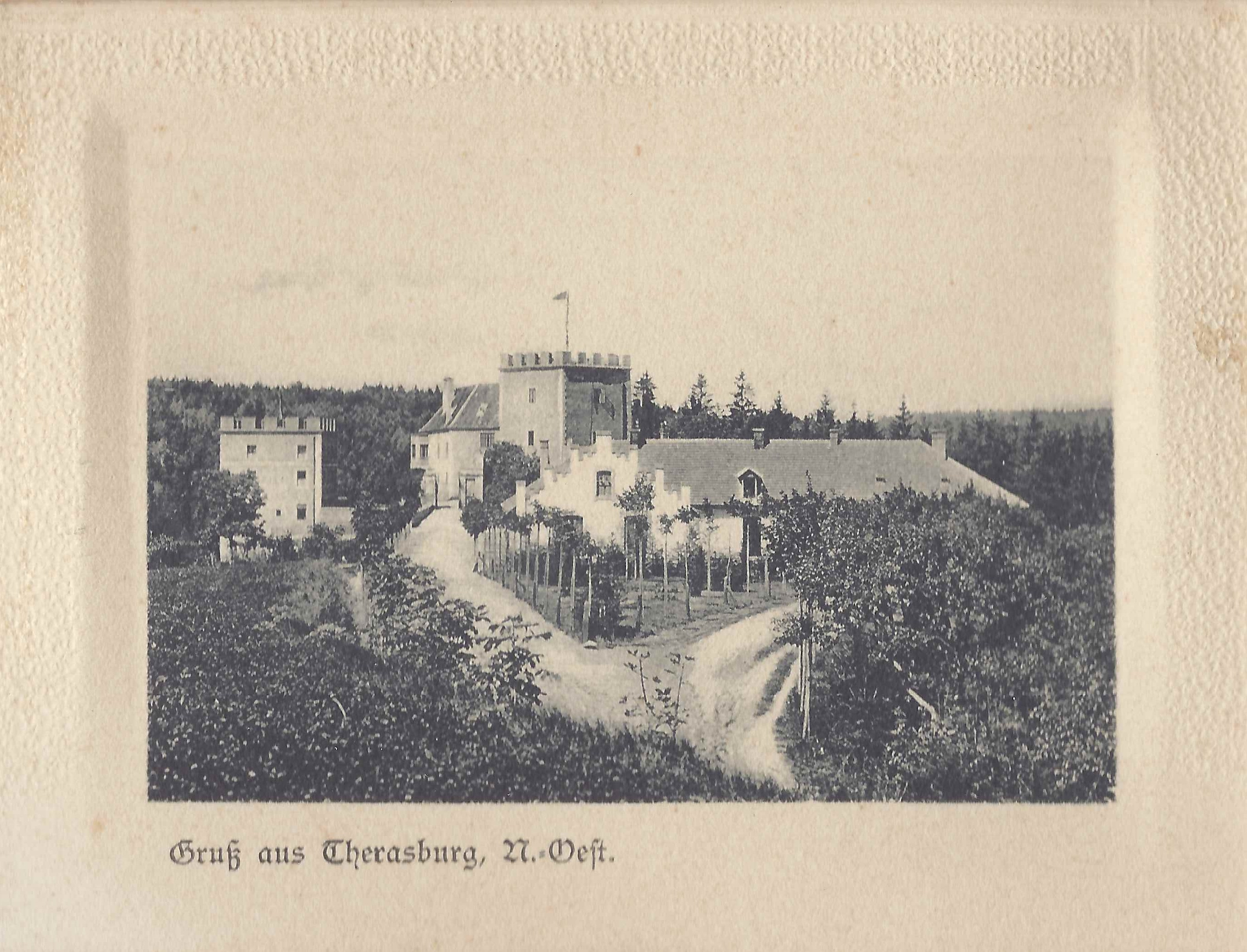
Schloss Therasburg ca. 1900, Korrespondenzkarte
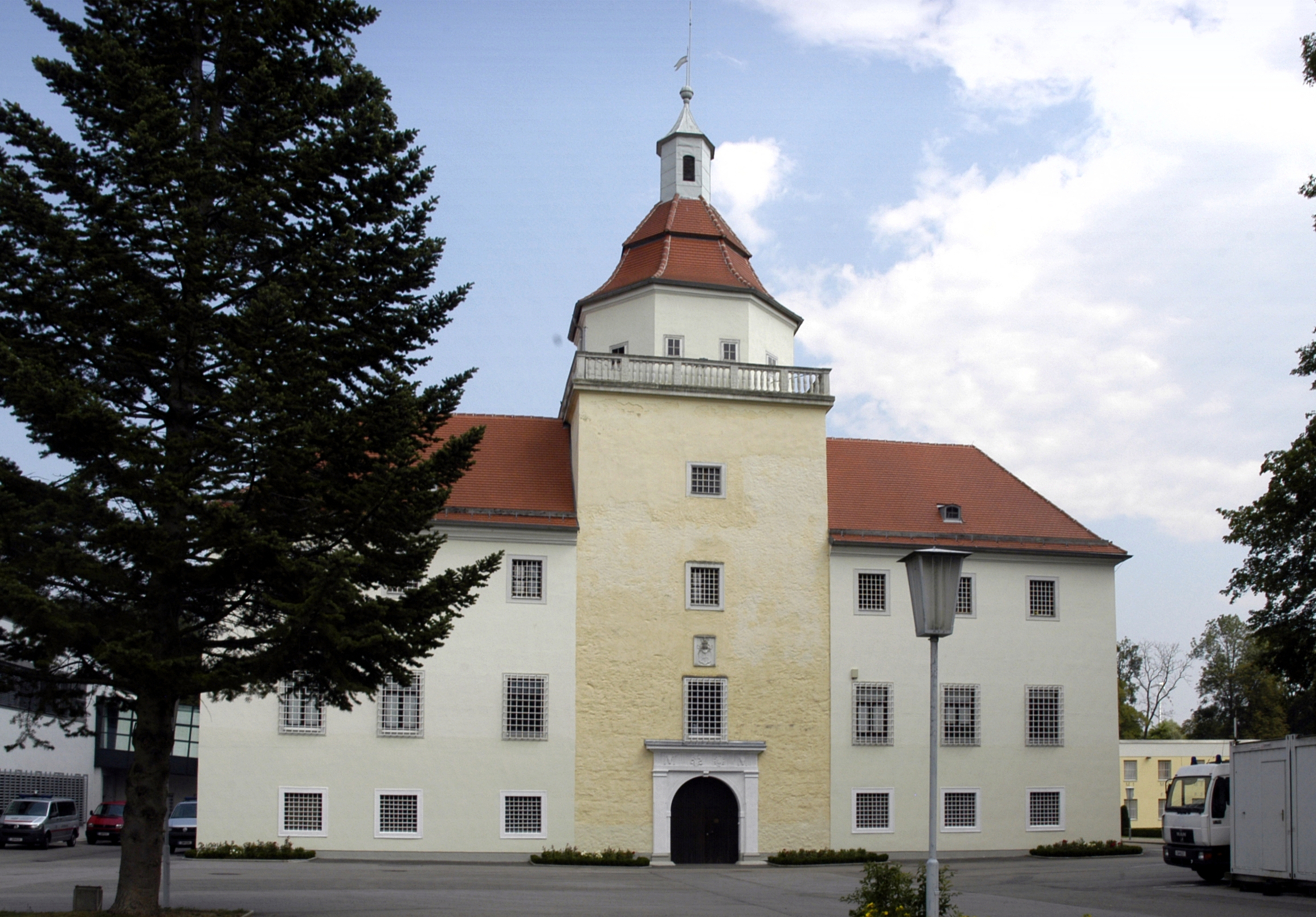
Schloss Sonnberg, Westfassade
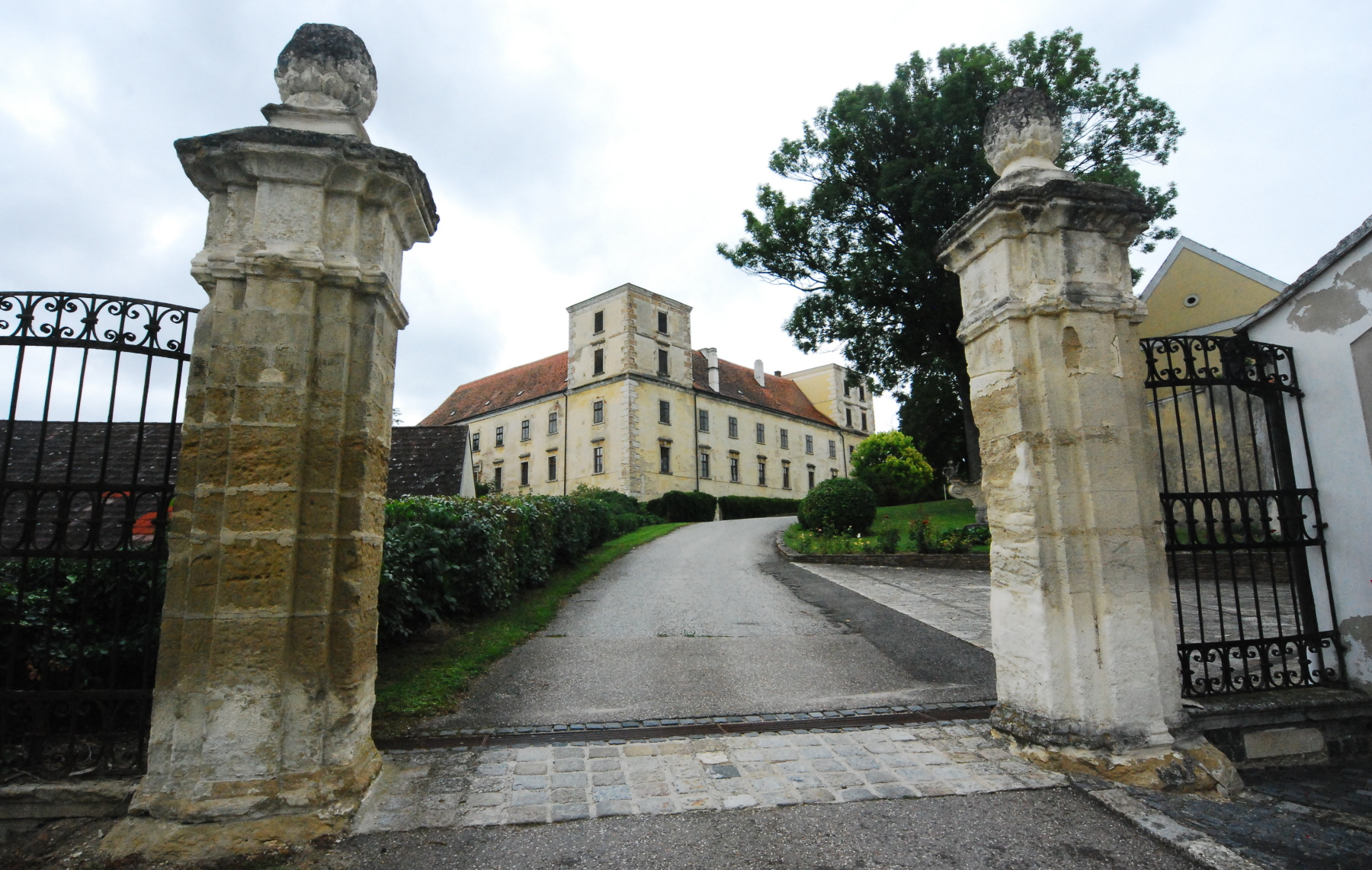
Schloss Kattau, in Meiseldorf
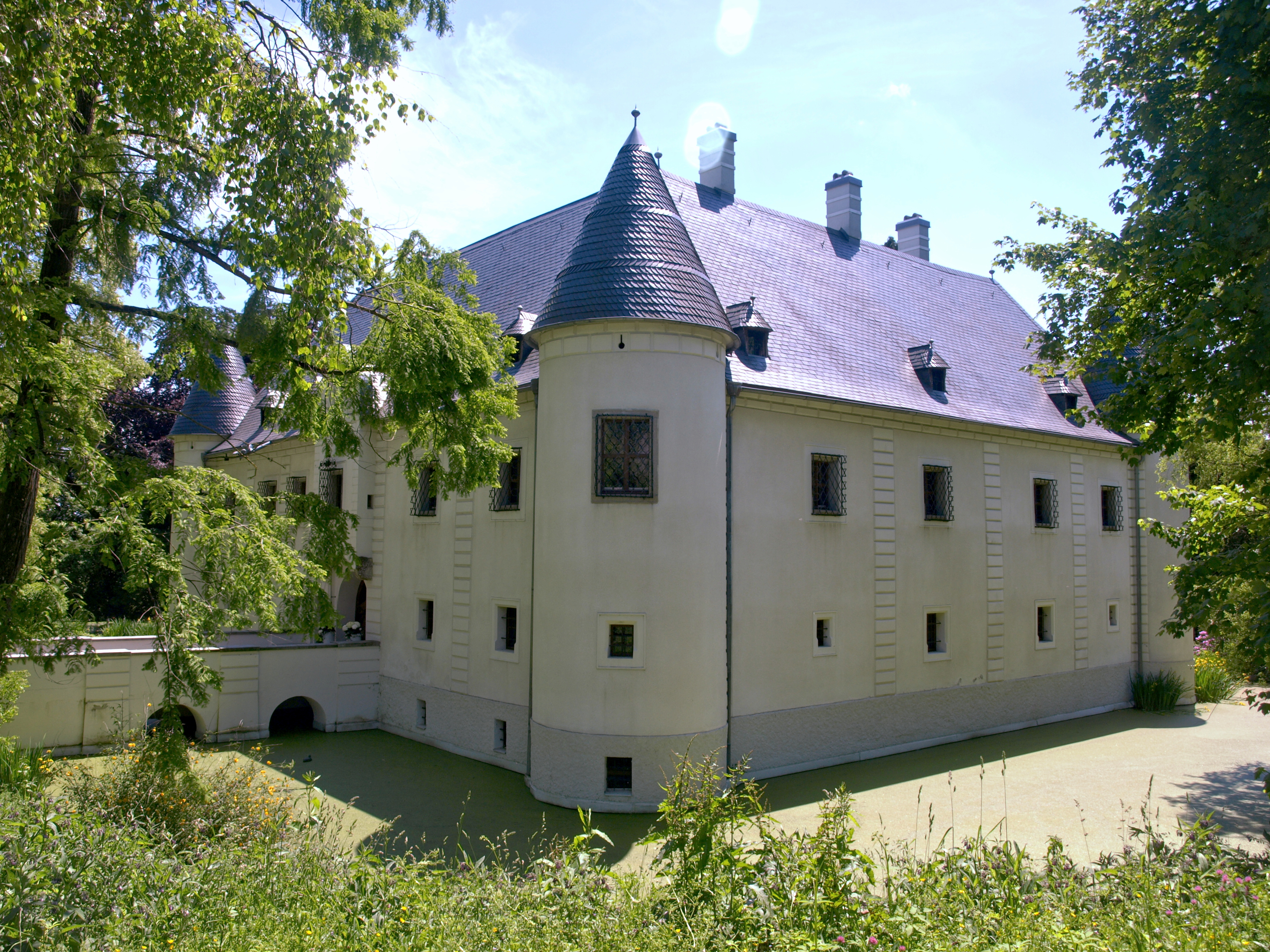
Schloss Vestenthal, Vestenthal (Haidershofen) (ehem. Wasserschloss)

## Wappen
Blasonierung des Stammwappens von 1273: Auf blauen Schilde ein schräg rechts gehaltener doppelter Widerhaken. Die Figur wird für ein Senkeisen alter Art, ein Gil-Eisen gehalten.

Blasonierung des Wappens von 1699: Im blauen Schilde ein schrägrechts gestellter, doppelter, goldener Widerhaken; die obere Spitze desselben kehrt sich rechts nach unten, die untere links nach oben und in der Mitte findet sich nach rechts und unten eine Erhöhung gleich einer auf- und absteigenden Stufe, welche oben im halben Zirkel gebogen und in der Mitte durchbohrt ist. Die Figur wird für ein Senkeisen alter Art, ein sogenanntes Gil-Eisen, gehalten. Auf der Grafenkrone steht ein gekrönter Helm, welcher einen offenen, blauen Adlersflug trägt, dessen rechter Flügel mit einem schräglinken, von Gold und Blau in zwei Reihen, jede zu sechs Feldern geschachteten Balken, der linke aber mit einem solchen schrägrechten Balken belegt ist. In Folge der Sachsen und Schwingen der Flügel sind freilich nicht alle Felder des geschachten Balkens zu sehen. Die Helmdecken sind blau und golden.

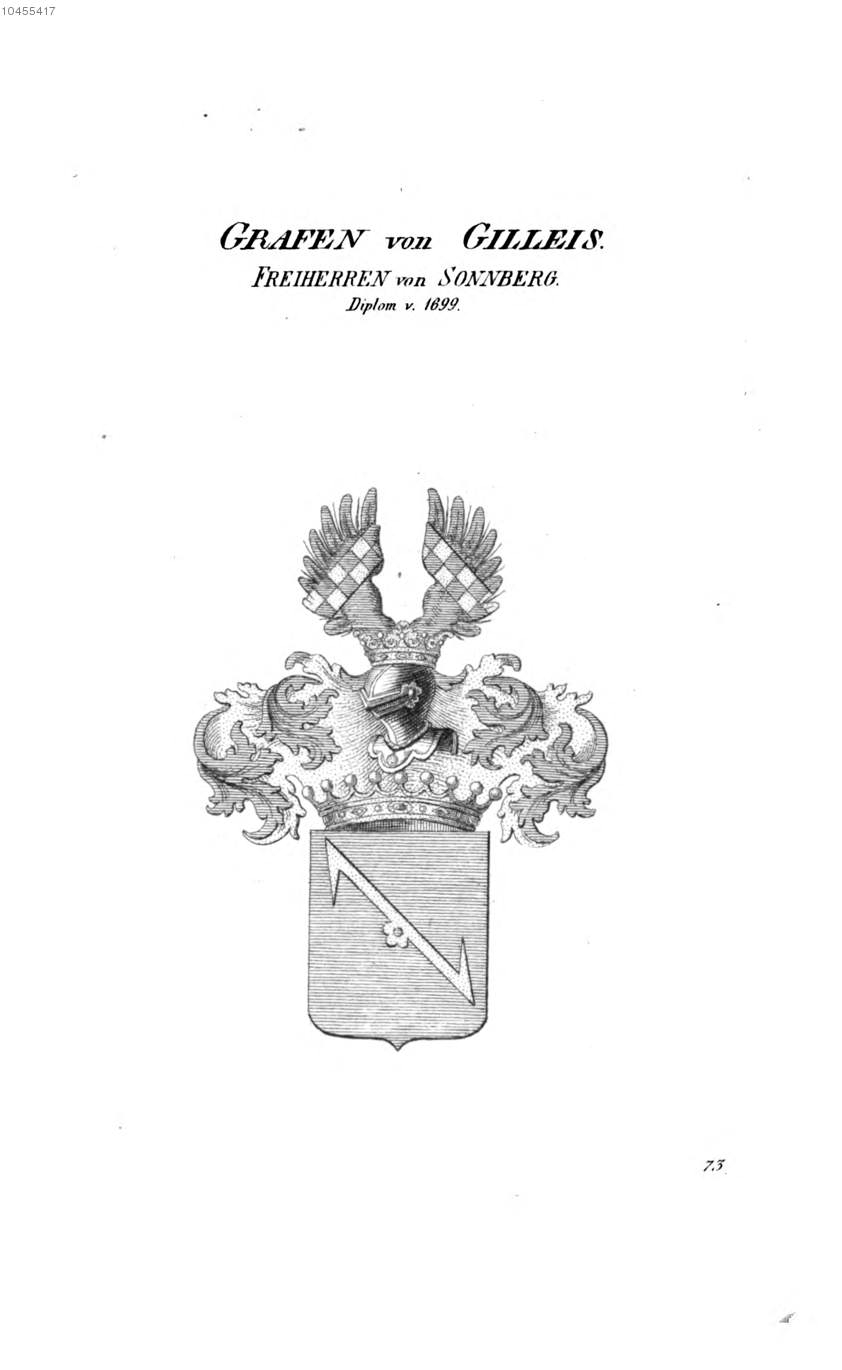
Gilleis Freiherren von Sonnberg, Dipl. v. 1699, nach Tyroff AT, zwischen 1831 und 1868
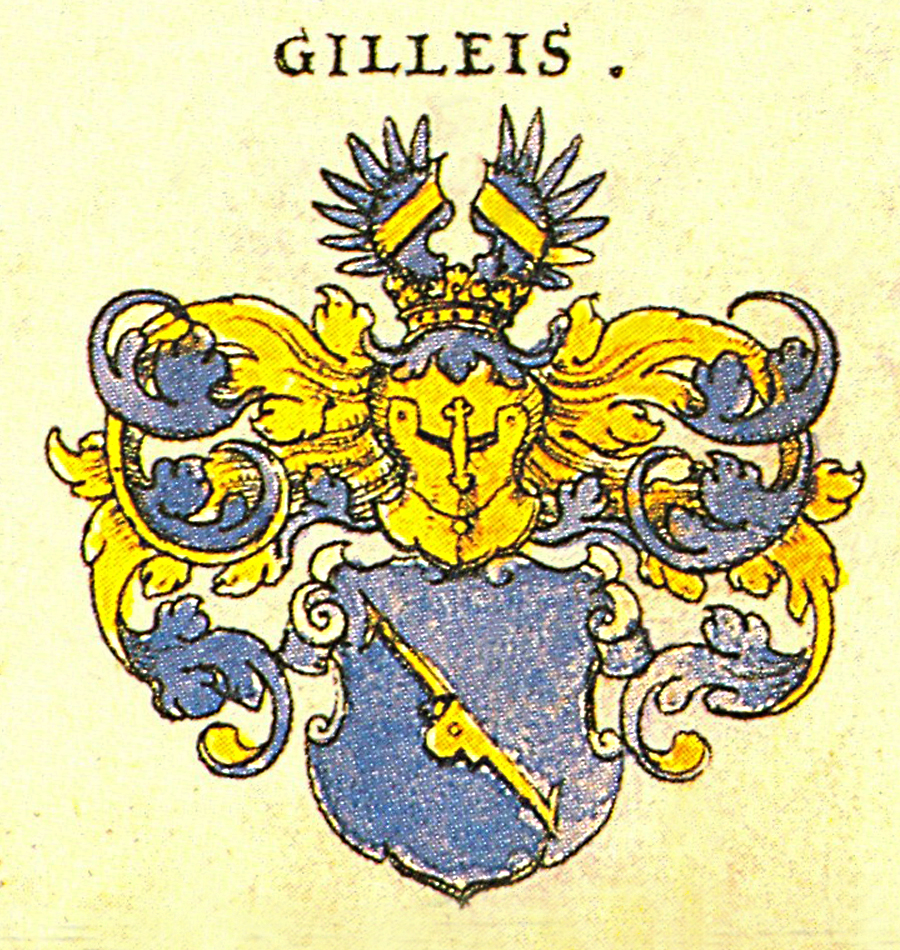
Stammwappen der Ritter von Gilleis (1530), nach Siebmacher, zwischen 1701 und 1705
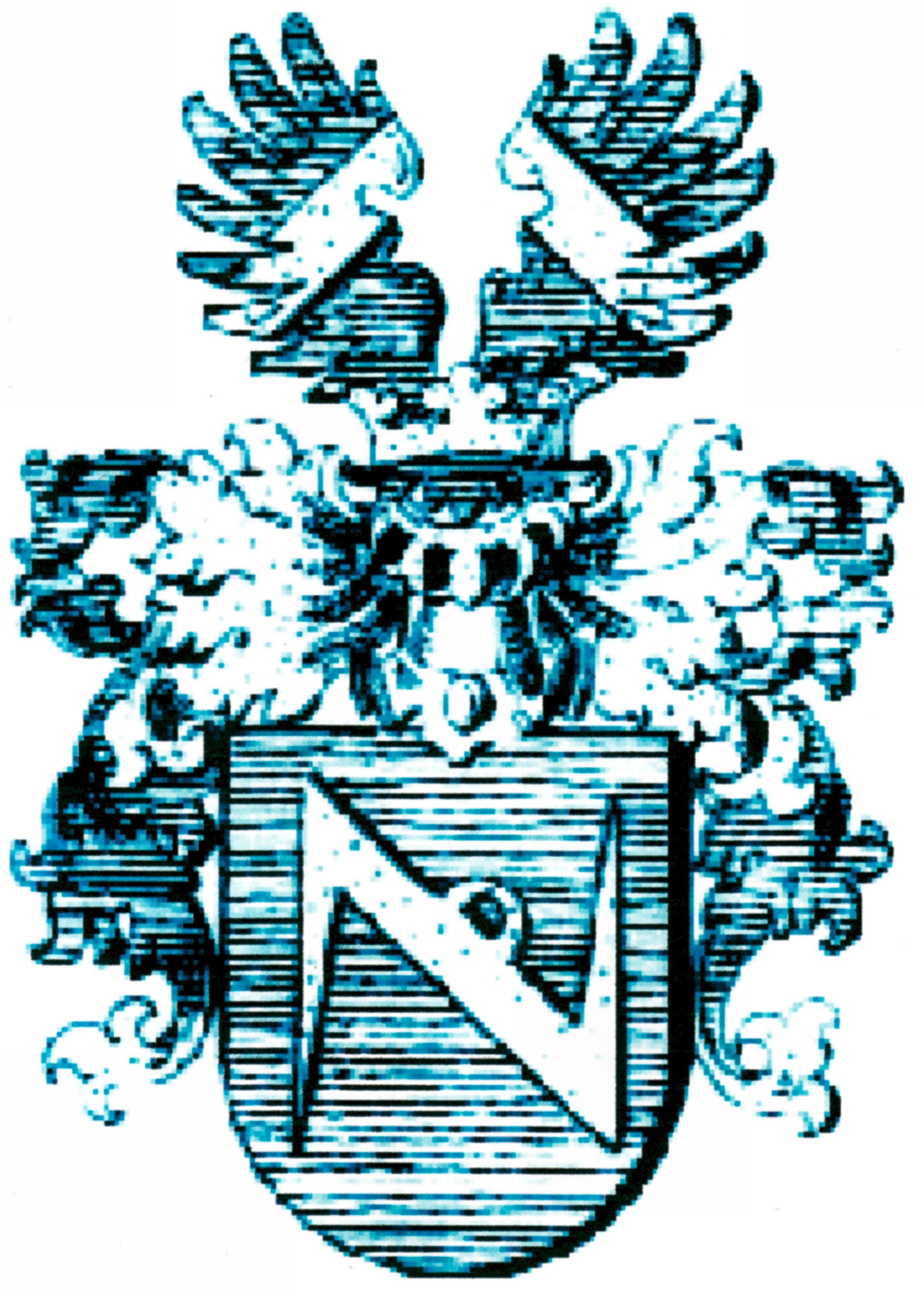
Wappen der Freiherren von Gilleis (1579), nach Siebmacher
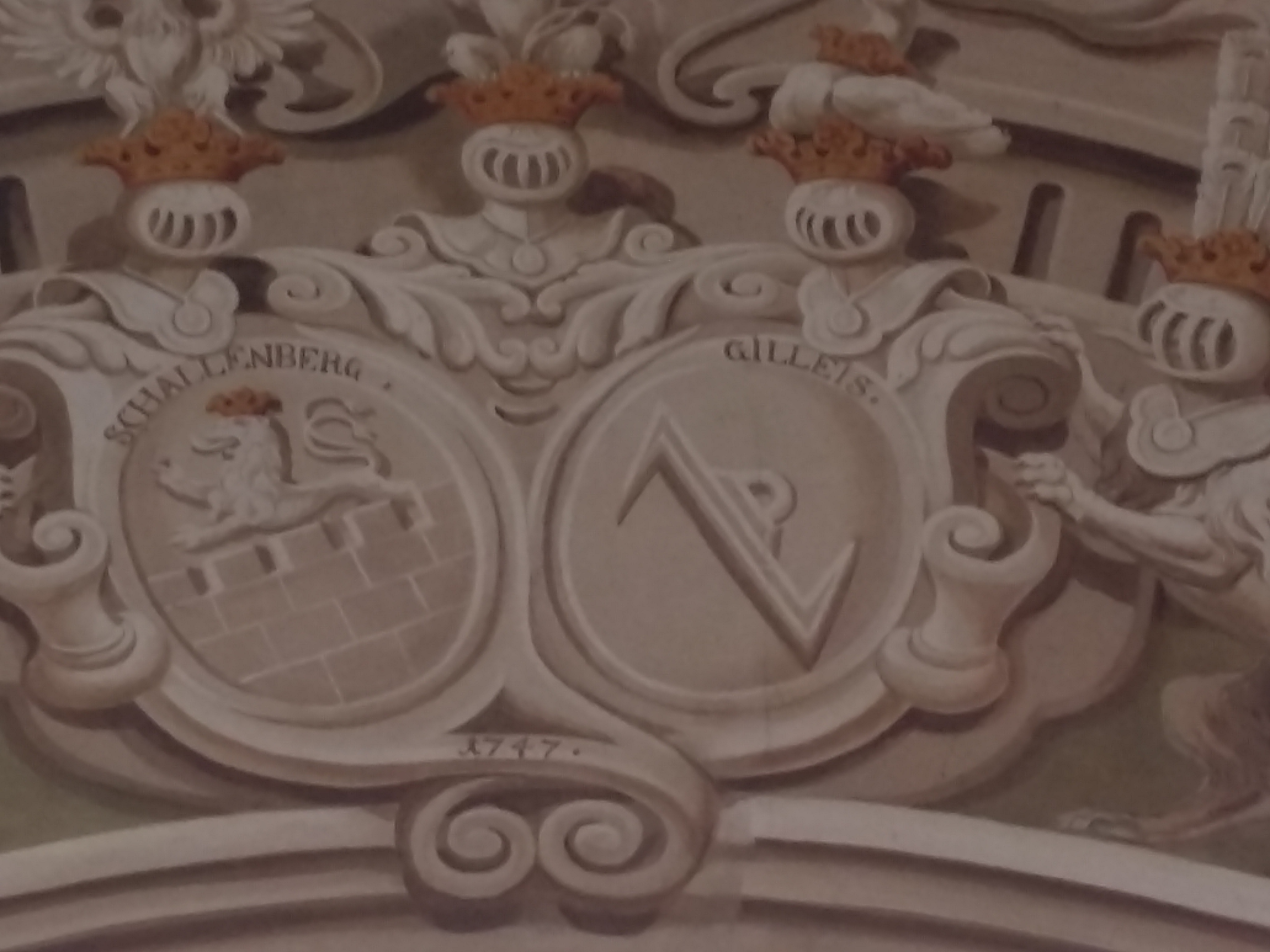
Freimaurermuseum im Schloss Rosenau in Niederösterreich mit dem Doppelwappen Schallenberg-Gilleis
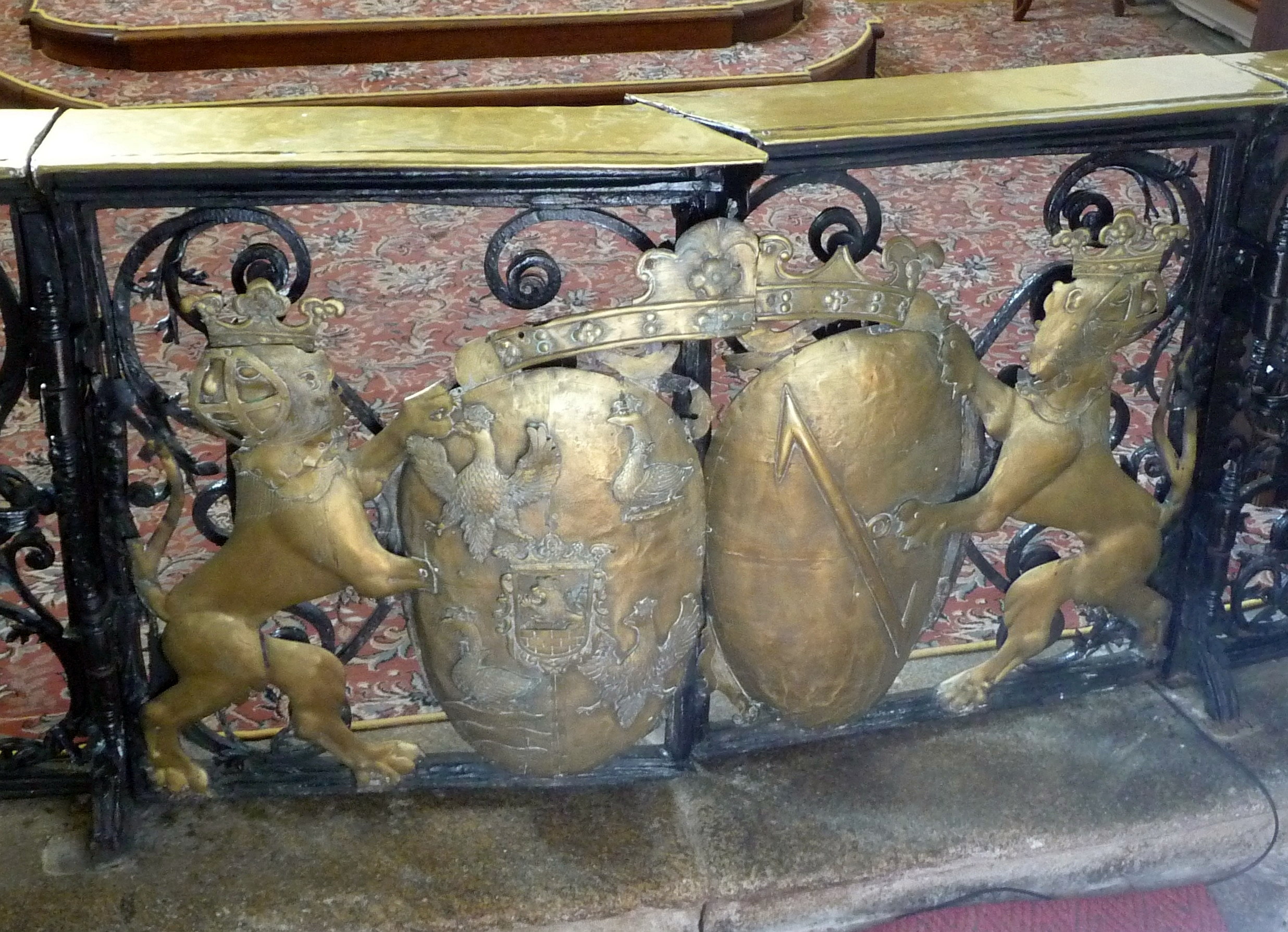
Pfarrkirche hl. Dreifaltigkeit, Rosenau Schloss, Zwettl, Niederösterreich, Altargitter mit Allianzwappen derer von Schallenberg und Gilleis
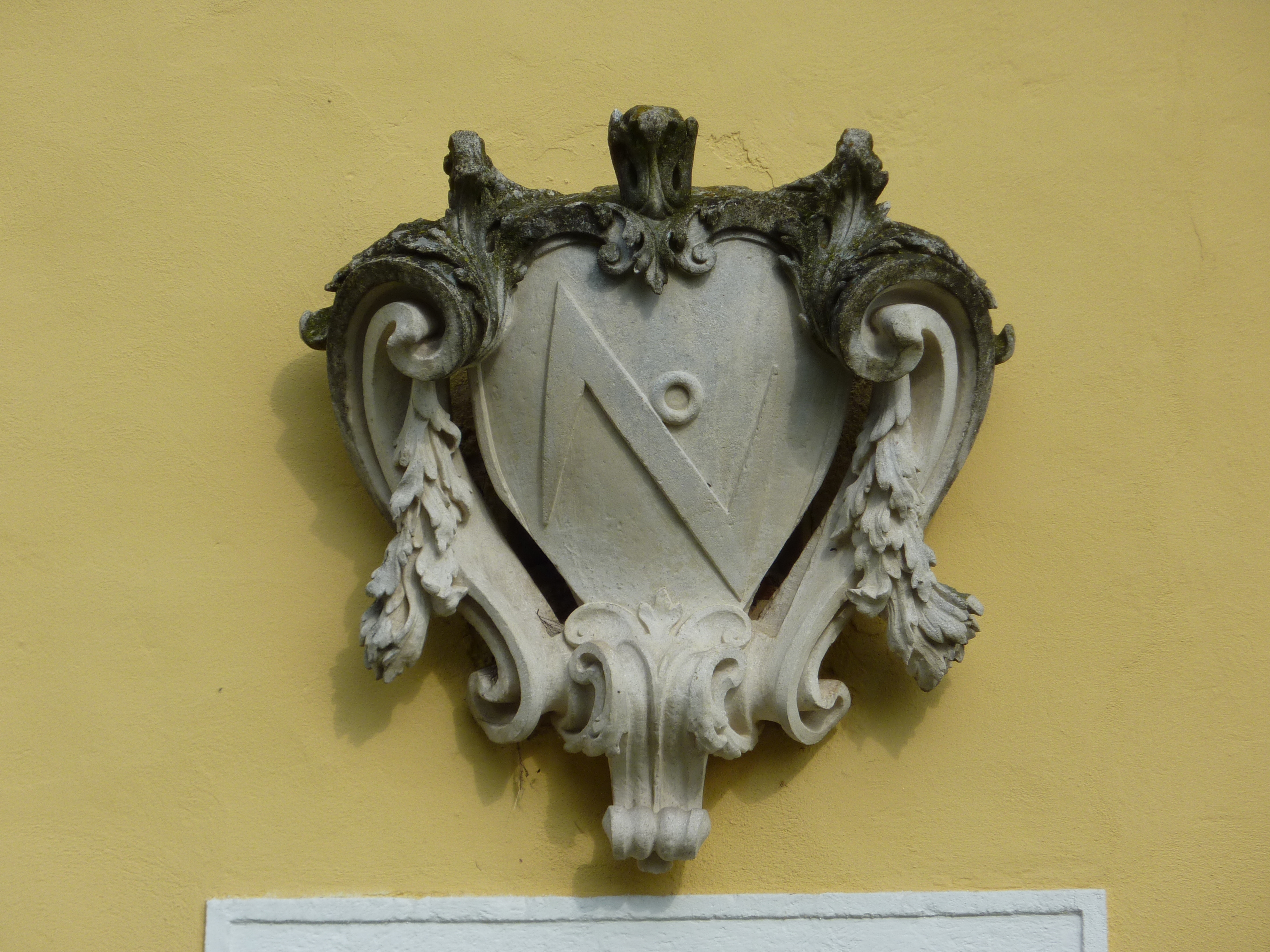
Schloss Kattau, Meiseldorf, Niederösterreich: Wappen derer von Gilleis am Nebengebäude im Osten
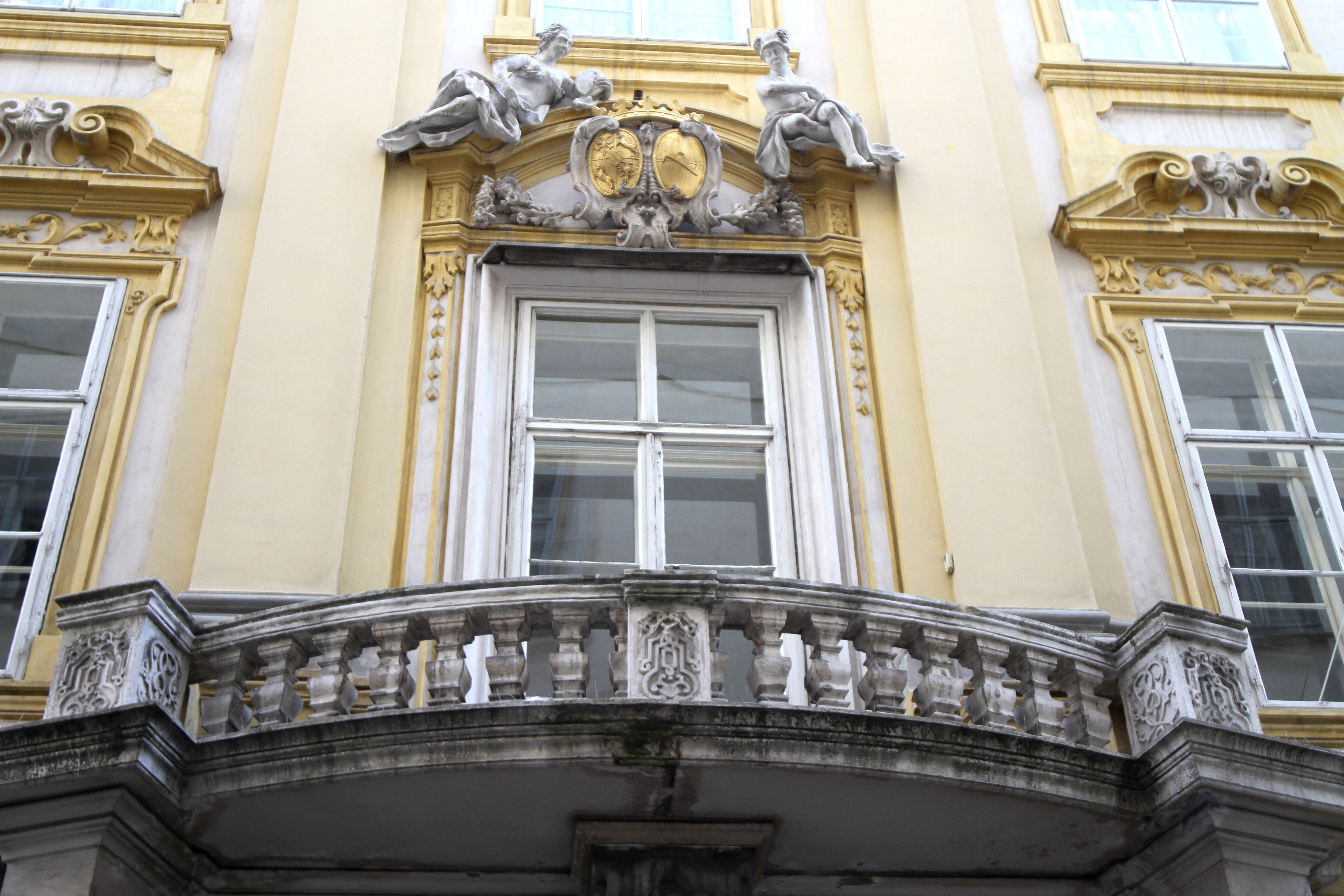
Ehem. Palais Cavriani (Doppelwappen Cavriani – Gilleis)